# Anconetta
Anconetta è una frazione del comune di Vicenza appartenente alla quarta circoscrizione.
La frazione (anche se ormai, dopo lo sviluppo urbano che l'ha unita alla città, tecnicamente è un quartiere) si sviluppa principalmente lungo viale Anconetta, arteria trafficata - tratto urbano della Strada statale 53 Postumia - che porta, tra l'altro, al casello autostradale di Vicenza Nord.

## Toponimi
- Viale Anconetta. Il toponimo, diminutivo di "ancona", deriva da una piccola tavola dipinta con l'immagine della Madonna che tiene in braccio il Bambino, ora conservata nella chiesa parrocchiale[1].
- Via dei Camaldolesi indica il fatto che, un tempo, esisteva un convento di quest'ordine.
- Via Nicolosi deriva il nome dal casato della famiglia che un tempo fu proprietaria della villa Imperiali
- Via Cul de ola. Il termine "cul" indica una strada cieca, e "ola" il fatto che in questo posto probabilmente un tempo esisteva una fabbrica di pentole[2]

## Storia
L'origine del nome e dell'antica cappella costruita nell'abitato lungo la via Postumia nel 1606 è raccontata dallo storico vicentino Francesco Barbarano:
"Alcune divote persone tribolate si raccomandarono ad una immagine della B.V. che appesa stava sopra un albero vicino alla strada, implorando il divino aiuto; piacque alla Madre di grazie di esaudirle; perilché ciò divulgatosi, cominciò subito tanto concorso di popolo e di limosine, onde in breve Gio. Battista Imperiale, medico e nobile vicentino, padrone di quel fondo, con la debita licenza fabbricò una Cappella, nella quale fu la predetta sacra immagine collocata; e perché fosse con quotidiane Messe venerata, data fu alli Monaci Camaldolesi; sebbene poi dal detto Imperiale che se ne riservò il Juspatronatus, levata gli fu per urgenti cause. Ora questa Cappella è tutta spallierata di voti offerti da persone beneficiate per intercessione della B.V.".

## Luoghi d'interesse
L'attuale chiesa parrocchiale, dedicata all'Immacolata di Lourdes, è stata edificata nel 1908.

### Ville
Villa Imperiali Trevisan Lampertico  45.574208°N 11.576699°E
Fu fatta costruire nel 1681 da Giovanni Battista Imperiali - figlio di Gabriele e pronipote dell'omonimo medico vicentino - dal capomastro Carlo Borella. Successivamente passò alle famiglie Nicolosi, Stecchini, Miari, Scarono e infine Trevisan Lampertico.
Il corpo padronale è affiancato da brevi ali arretrate, che proseguono in barchesse più avanzate; è formato da tre piani, suddivisi in tre parti nella facciata principale. Il tetto è coronato da un timpano con cornice a dentelli e da una successione di statue e vasi. Nel piano terra ricoperto da bugnato si apre l'ingresso centinato al centro di sei finestre rettangolari a spigolo vivo. Al centro del piano nobile tre finestre con balaustra, affiancate da altre quattro con timpano triangolare.
All'interno la sala d'ingresso è affiancata da quattro sale angolari; sul fondo le scale a doppia rampa. Molti ambienti con soffitti a travature sono decorati da stucchi. Sull'imponente camino del salone principale vi sono la data di costruzione dell'edificio e lo stemma della famiglia Imperiali.
Le barchesse sono precedute da portici con imponenti arcate. Alla villa, circondata da un ampi parco, si accede attraverso un cancello con pilastri che sorreggono statue settecentesche.
Villa Guiotto  45.564375°N 11.574414°E

## Cultura
Ad Anconetta vi è una sede decentrata della Biblioteca civica Bertoliana. Vi sono anche una scuola primaria e una secondaria inferiore.
Per molti anni - fino al 2013 - in estate ad Anconetta si è tenuto il Nettarock, manifestazione di musica rock dal vivo.

## Infrastrutture e trasporti
Anconetta è servita dalla linea di autobus SVT Vicenza numero 5 e dalla linea ferroviaria Vicenza-Schio con fermata presso la Stazione di Anconetta.
Vi è anche una fermata ferroviaria della linea per Schio.